# St. Sebastian (Eppelborn)

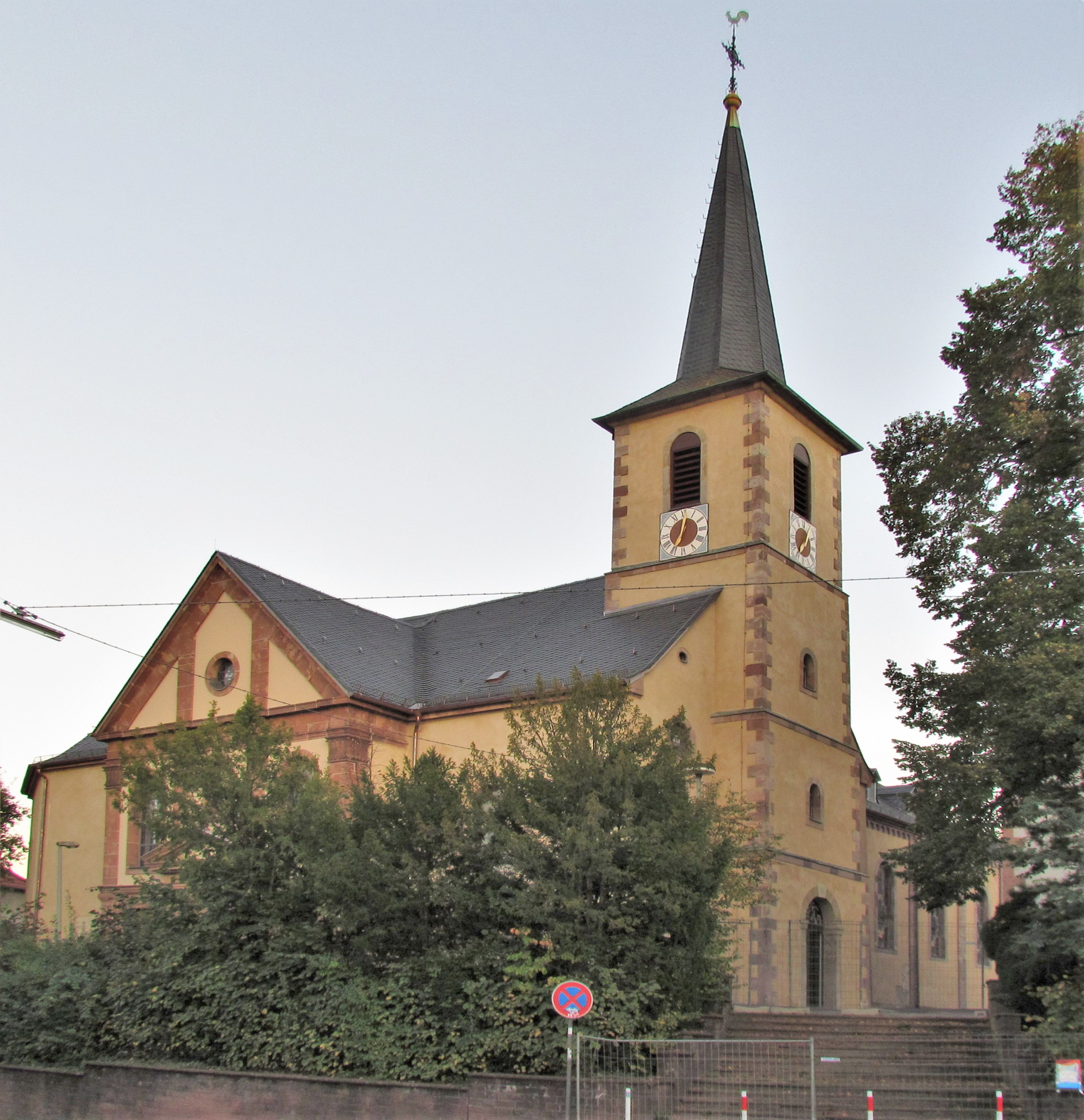
Die Pfarrkirche St. Sebastian in Eppelborn

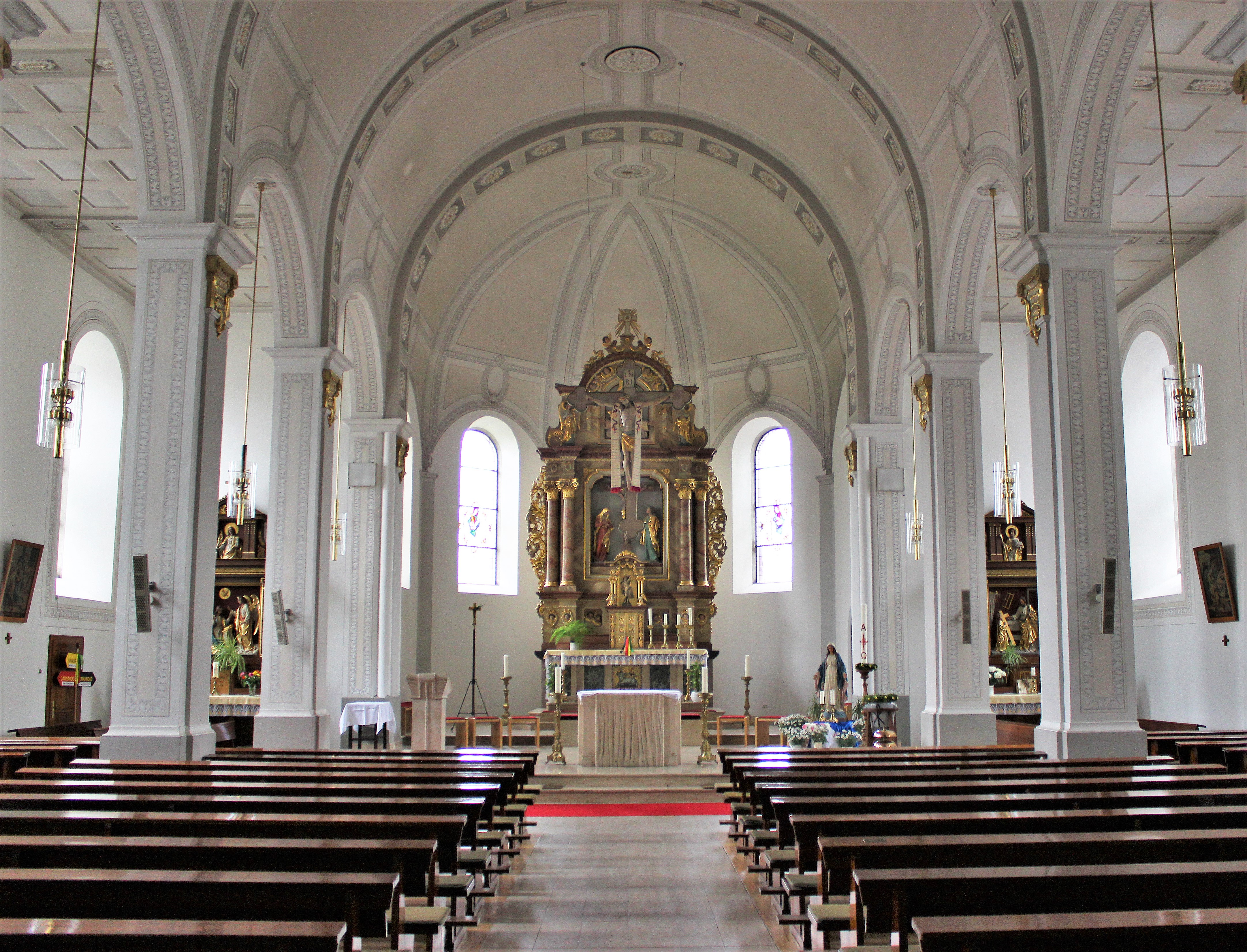
Blick ins Innere der Kirche

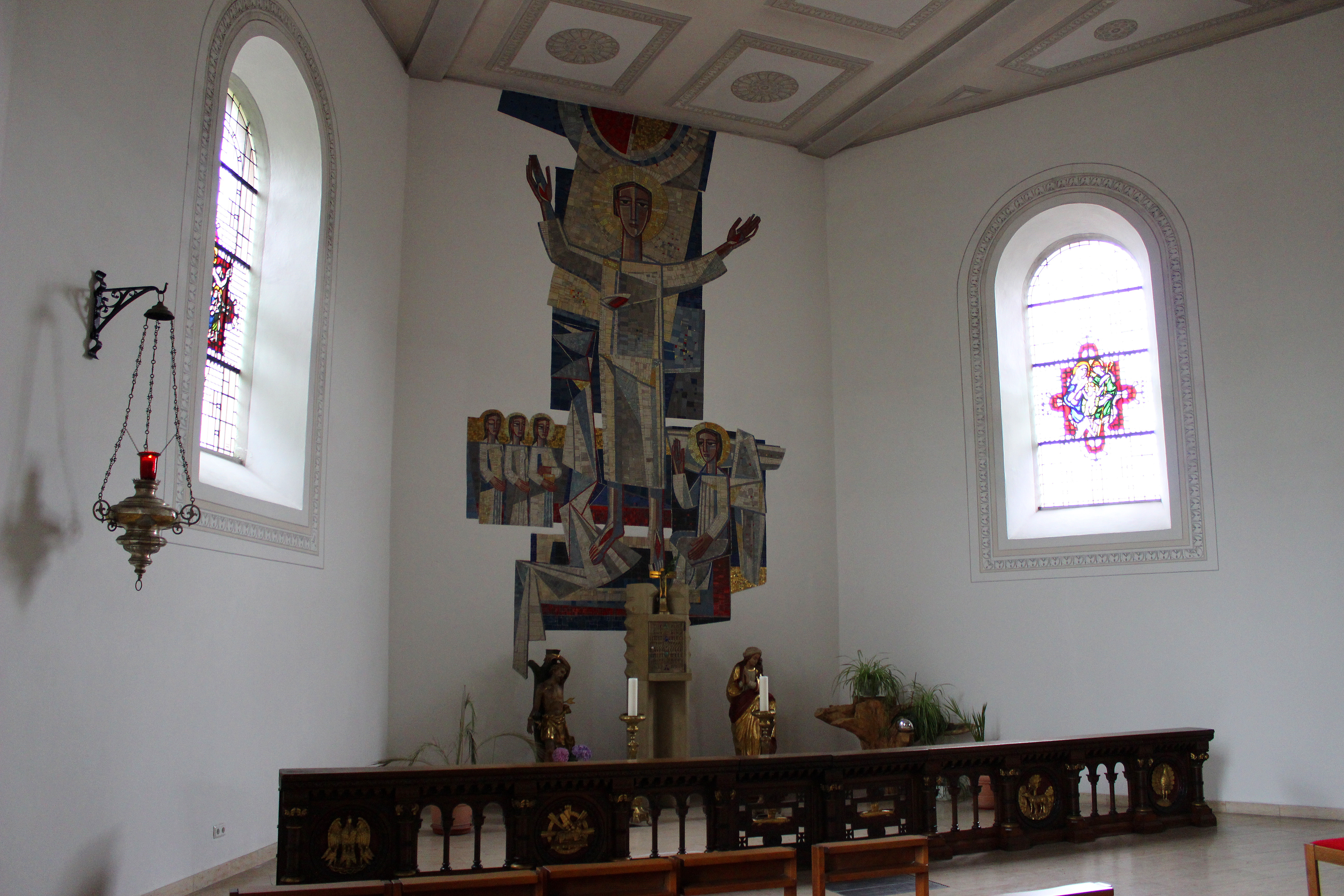
Sakramentskapelle

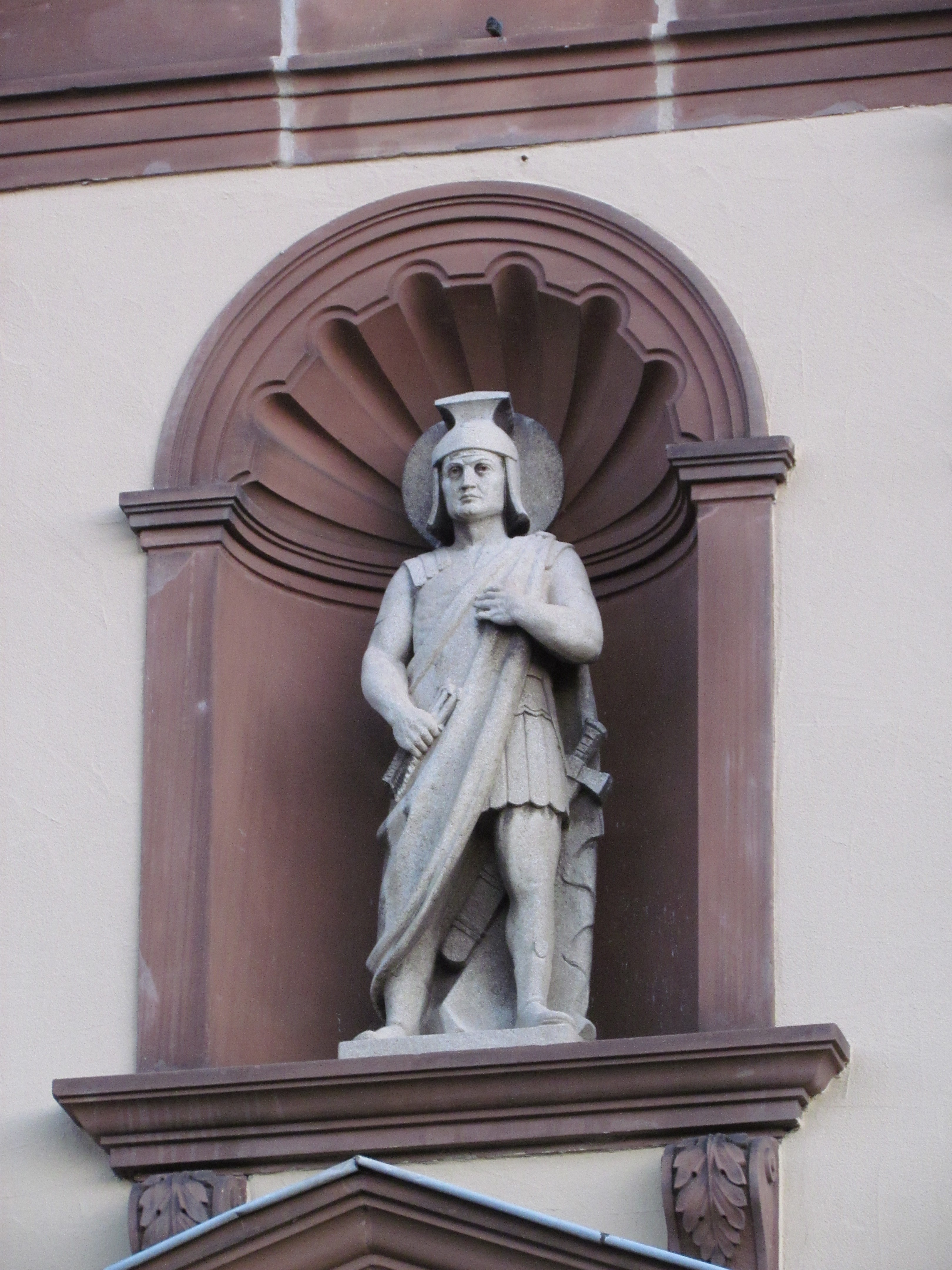
Figur in der Nordfassade

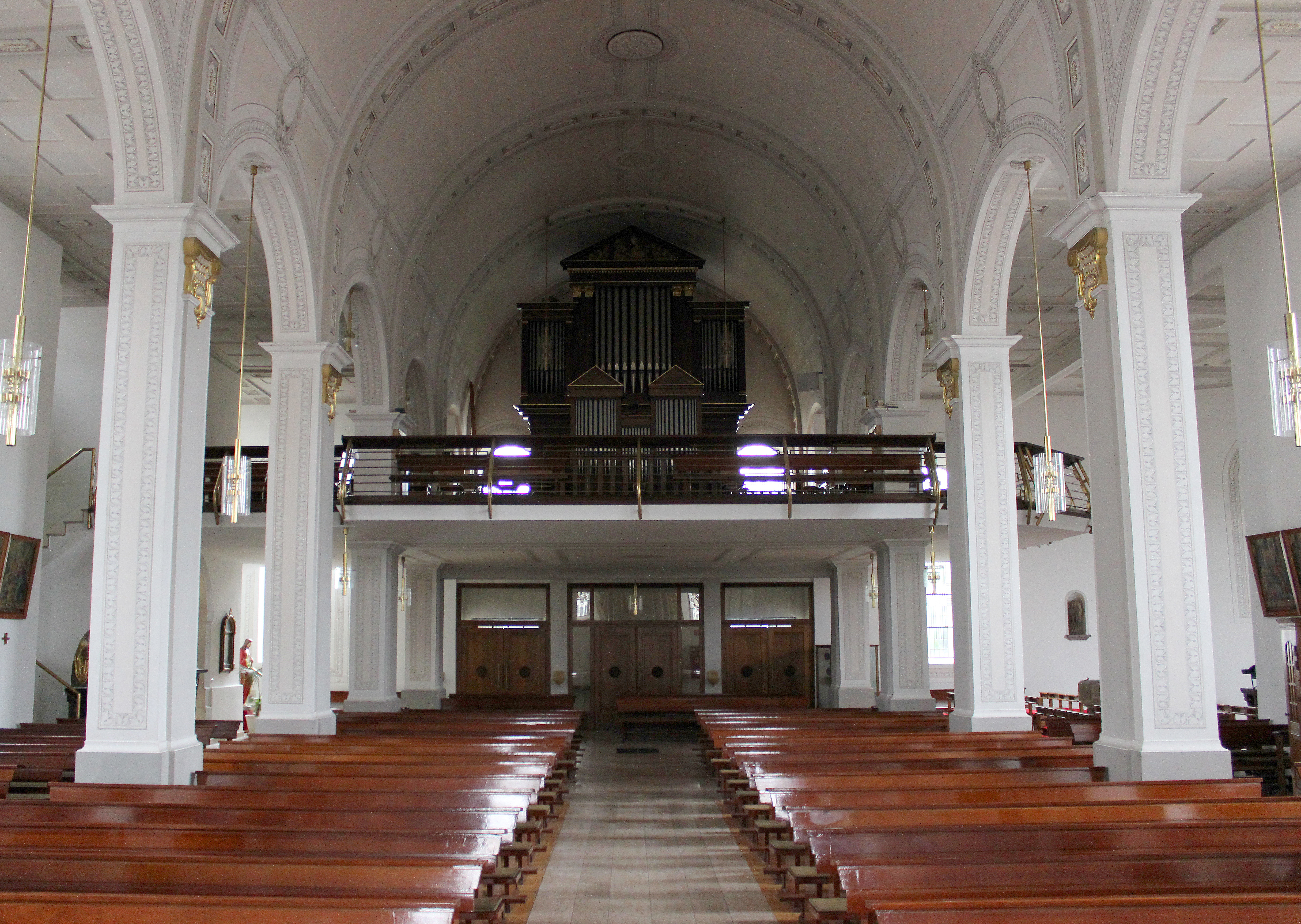
Blick vom Altarraum zur Orgelempore

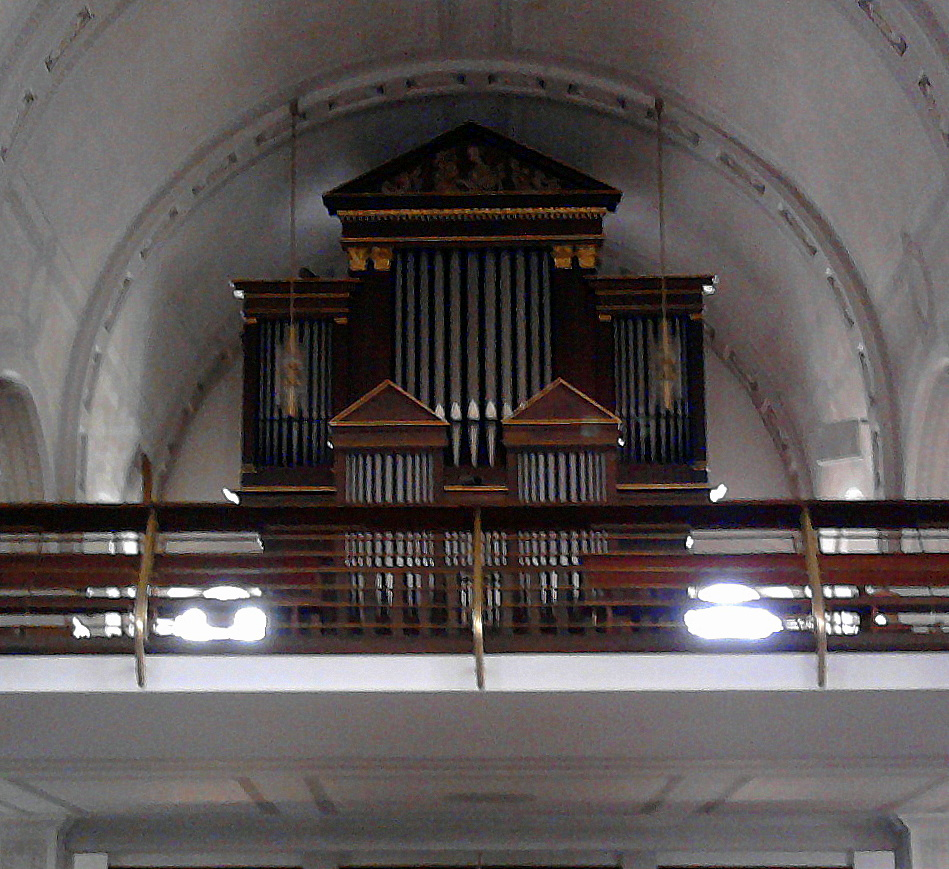
Prospekt der Mayer-Orgel

Die Kirche St. Sebastian ist eine katholische Pfarrkirche im saarländischen Eppelborn, Landkreis Neunkirchen. Kirchenpatron ist der heilige Sebastian. In der Denkmalliste des Saarlandes ist das Kirchengebäude als Einzeldenkmal aufgeführt.

## Geschichte
Aus der „Taxa generalis“ geht hervor, dass Eppelborn um 1330 bereits eine Pfarrei war, doch es ist nicht bekannt wann die erste Kirche in dem Ort erbaut wurde. Belegt ist, dass am 25. Juli 1398 eine neue Kirche als Nachfolgebau für ein 1395 abgebranntes Gotteshaus geweiht wurde. Der Bauzustand dieser Kirche des späten 14. Jahrhunderts, die das Patrozinium der Heiligen Maria, Maximinus, Jakobus d. Ä. und Maria Magdalena trug und erst ab 1739 laut urkundlicher Erwähnung St. Sebastian als einzigen Patron hatte, verschlechterte sich im Laufe der Jahrhunderte so sehr, dass 1760 ein neues Kirchengebäude errichtet werden musste. Von diesem Gebäude sind bis heute der viergeschossige Turm und der nach Osten gerichtete Chorraum in ihrer ursprünglichen Form erhalten geblieben.
Das Gotteshaus des 18. Jahrhunderts wurde 1879 bis 1881 Umbau- und Erweiterungsmaßnahmen unterzogen, bei denen eine Verlegung der Hauptachse in Nord-Süd-Richtung erfolgte. An das Längsschiff der Kirche von 1760 wurden quer ein dreischiffiges Langhaus mit nach Süden gerichtetem fünfseitigem Chor und eine Sakristei angebaut. Die Pläne hierfür stammten von dem überwiegend im Saarland tätigen Architekten Carl Friedrich Müller (Fraulautern), während für die Ausführung Maurermeister Chr. Reuter und Zimmermann J. Thome (beide St. Wendel) verantwortlich zeichneten.
1910 bis 1912 erfolgte ein weiterer Umbau nach Plänen des Architekten Ernst Brand (Trier), bei dem die Nordseite der alten Kirche aufgebrochen wurde und durch einen etwa eineinhalb Meter vorgezogenen Mittelrisalit eine stärkere Betonung erfuhr. Außerdem wurde der Haupteingang dorthin verlegt.
Im Innenraum wurde das heutige Tonnengewölbe mit Gurtbögen eingebaut, und an die Stelle von acht Rundsäulen traten mächtige das Gewölbe tragende Steinpfeiler. Zwischen 1934 und 1938 wurde der Eingangsbereich in der Nordfassade durch zwei zusätzliche Eingänge und durch die Errichtung eines Dreiecksgiebels über dem Haupteingang erweitert. 1982 bis 1984 erfolgten Renovierungsarbeiten, bei denen die Altarinsel neu gebaut, der Hochaltar renoviert und teilweise neu gestaltet, die Empore neu gestaltet, ein neuer Fußboden eingebaut und die Kirchenfenster erneuert wurden. Geleitet wurden die Arbeiten von dem Architekten Elmar Kraemer (Saarbrücken). 1999 kam es zum Umbau des Chorraums von 1760 zu einer Sakramentskapelle.

## Kirchengebäude

### Innere
Im Inneren der Kirche ist der von dem Bildhauer Johann Mettler (Morbach) gefertigte Hochaltar, der wahrscheinlich Weihnachten 1916 aufgestellt wurde, von Bedeutung. Im Untersatz, in der Mitte des Altartisches, befindet sich ein Mosaikbild in Form eines Medaillons, das das Osterlamm mit der Siegesfahne zeigt. Dieser Teil des Altars ist auf der Vorderseite mit graugrünem Marmor besetzt, während die Altarplatte aus dunklem Basalt besteht. Eine holzgeschnitzte Kreuzigungsgruppe befindet sich über dem Altartisch mit dem Aussetzungsthron. Darüber thront Gottvater mit ausgebreiteten Armen und in Gestalt der Taube der Heilige Geist. Ein Kreuz überragt den Rundbogenabschluss. Durch einen Brand am 1. Juni 1982 wurde der obere Teil des Hochaltars zerstört. Die Restauratoren der Firma Mrziglod (Tholey) stellten den Altar wieder her, der dazu vollständig abgetragen und nach Tholey gebracht werden musste. Für die notwendigen Holzschnitzereien zeichnete Bildhauer Georg Gehring (Adenau) verantwortlich.
In der 1999 eingerichteten Sakramentskapelle befindet sich eine Mosaik-Auferstehungsszene des Glasmalers und Mosaikkünstlers Ferdinand Selgrad (Spiesen-Elversberg) von 1962, sowie das Taufbecken und die alte Kommunionbank.
Die 1983 erneuerten Kirchenfenster im neobarocken Stil entwarf Glasmaler Jakob Schwarzkopf (Trier), die Ausführung erfolgte durch die Firma Glasmalerei Binsfeld (Trier).

### Außenbau
Der Turm aus dem Jahr 1760 ist 35 Meter hoch. Er ist durch Steinbänder in vier Geschosse unterteilt, die sich nach oben verjüngen. Die Ecken weisen eine Quaderung auf. Im Untergeschoss befindet sich ein Portal mit Rundbogen, über dem ein Schlussstein mit der Jahreszahl 1760 an das Erbauungsjahr des Turmes und der damaligen Kirche erinnert. Auf dem Turm befindet sich ein achteckiger schiefergedeckter Spitzhelm mit Turmkreuz und Hahn.
Die Nordfassade der Kirche erhielt ihr heutiges Aussehen durch Umbau- und Erweiterungsarbeiten in den Jahren 1910/12 und 1934/38. Teil der Fassade ist ein Mittelrisalit, in dem sich der Haupteingang mit zwei Seiteneingängen befindet, der durch ein Rundbogenportal mit zwei Stützpfeilern, einer puttenähnliche Figur und einem muschelförmiges Ornament über dem Schlussstein gebildet wird. Als Bekrönung erhebt sich über dem Haupteingang eine in der Architektur so bezeichnete Frontispiz, ein Dreiecksgiebel. Darüber steht in einer Nische die Statue des Kirchenpatrons St. Sebastian. Vom Fundament an der Front ziehen sich vier Pilaster, flache Wandpfeiler aus Sandstein, in die Höhe, die über dem zweiten Geschoss von einem Gebälk, waagerechten Steinbändern, unterbrochen werden, und sich dann in einem Giebeldreieck bis zum Dachgesims fortsetzen. Das Rundfenster in der Giebelspitze und zwei Rundbogenfenster darunter tragen zur weiteren Gliederung bei.

## Orgel
Die Orgel der Kirche wurde 1984 als Opus 218 von der Firma Hugo Mayer Orgelbau (Heusweiler) erbaut und verfügt über 40 Register, verteilt auf drei Manuale und Pedal. Das Gehäuse im klassizistischen Stil ist aus Eiche und mittelbraun lasiert. Das Schleifladen-Instrument ist auf einer Empore aufgestellt. Die Spieltraktur ist mechanisch, die Registertraktur ist elektrisch. Die Disposition lautet wie folgt:
| I Hauptwerk C–a3 |             |           |
| 1.               | Bordun      | 16′       |
| 2.               | Principal   | 8′        |
| 3.               | Flöte       | 8′        |
| 4.               | Gamba       | 8′        |
| 5.               | Octave      | 4′        |
| 6.               | Rohrflöte   | 4′        |
| 7.               | Superoctave | 2′        |
| 8.               | Mixtur V-VI | 1 ⁄3′     |
| 9.               | Cornet V    | 8′ (ab g) |
| 10.              | Trompete    | 8′        |

| II Rückpositiv C–a3 |                |       |
| 11.                 | Gedackt        | 8′    |
| 12.                 | Principal      | 4′    |
| 13.                 | Flöte          | 4′    |
| 14.                 | Flautino       | 2′    |
| 15.                 | Gemsquinte     | 1 ⁄3′ |
| 16.                 | Scharff III-IV | 1′    |
| 17.                 | Cromorne       | 8′    |
|                     | Tremulant      |       |

| III Schwellwerk C–a3 |                      |        |
| 18.                  | Principal            | 8′     |
| 19.                  | Bordun               | 8′     |
| 20.                  | Salicional           | 8′     |
| 21.                  | Vox coelestis (ab c) |        |
| 22.                  | Principal            | 4′     |
| 23.                  | Nachthorn            | 4′     |
| 24.                  | Quinte               | 2 ⁄3′  |
| 25.                  | Doublette            | 2′     |
| 26.                  | Terz                 | 1 3⁄5′ |
| 27.                  | Octävlen             | 1′     |
| 28.                  | Acuta V              | 2′     |
| 29.                  | Fagott               | 16′    |
| 30.                  | Hautbois             | 8′     |
| 31.                  | Clairon              | 4′     |
|                      | Tremulant            |        |

| Pedal C–g1 |                |         |
| 32.        | Principal      | 16′     |
| 33.        | Subbass        | 16′     |
| 34.        | Quintbass      | 10 2⁄3′ |
| 35.        | Octave         | 8′      |
| 36.        | Gedackt        | 8′      |
| 37.        | Choralbass     | 4′      |
| 38.        | Pedalmixtur IV | 2 ⁄3′   |
| 39.        | Posaune        | 16′     |
| 40.        | Trompete       | 8′      |

- Koppeln: II/I, III/I, III/II, I/P, II/P, III/P
- Spielhilfen: 64 Setzerkombinationen, Tutti, Aut. Pedal